# Jacques d'Alexandrie
Jacques d'Alexandrie est un  patriarche copte d'Alexandrie de  juin 819 au 8 février 830

## Contexte
Yacobu ou Jacobé est d'abord moine au monastère Saint-Macaire de Scété , sa sainteté et sa rigueur le font choisir par consensus comme successeur de Marc II le 49e patriarche et il est couronné au mois de Bashas de l'année 819 A.D.
Il rénove les églises et repeuple les monastères il serait à l'origine de miracles dont la résurrection du fils unique nouveau-né d'un archonte nommé Macaire (Macarius) de Nabarouh qui l'avait invité à célébrer l'événement. Il meurt en paix le 8 février 830 après avoir occupé le siège patriarcal pendant 10 ans, 9 mois et 28 jours.